# Юлія Краєвскі
Юлія Краєвскі (нім. Julia Krajewski, нар. 22 жовтня 1988) — німецька вершниця, срібна призерка Олімпійських ігор 2016 року, виборола золото на Олімпійських іграх 2020.

## Виступи на Олімпіадах
| Олімпіада           | Дисципліна               | Місце |
| ------------------- | ------------------------ | ----- |
| Ріо-де-Жанейро 2016 | індивідуальне триборство | DNF   |
| Ріо-де-Жанейро 2016 | командне триборство      | 2     |

## Зовнішні посилання
- Юлія Краєвскі — олімпійська статистика на сайті Sports-Reference.com (англ.) (архівна версія)